# Slender: The Arrival
Slender: The Arrival (También escrito como Slender – The Arrival o Slender The Arrival) es un videojuego de terror y supervivencia psicológico en primera persona desarrollado por Blue Isle Studios y publicado por Parsec Productions. Basado en la creepypasta de Slender Man creado por Eric Knudsen, quien fue productor, es una versión comercial completa de Slender: The Eight Pages (2012) de Parsec, e incluye un remake del juego. La historia gira en torno a una joven que se adentra en el bosque para desentrañar el misterio de la desaparición de su mejor amiga de la infancia.
El juego se lanzó por primera vez para Microsoft Windows y OS X el 26 de marzo de 2013, Xbox 360 y PlayStation 3 en septiembre de 2014, PlayStation 4 y Xbox One en marzo de 2015 y Wii U en octubre de 2015. Se lanzó una versión para Nintendo Switch en junio de 2019, mientras que las versiones para Android e iOS se lanzaron en octubre de 2021. Slender: The Arrival recibió críticas mixtas y positivas, destacando su banda sonora, su ambientación y sus sobresaltos. Las críticas se centraron en su duración y jugabilidad repetitiva.
Se lanzó una remasterización del décimo aniversario para PlayStation 5, Xbox Series X y Series S, y para Microsoft Windows a través de Steam y Epic Games Store el 18 de octubre de 2023. Las versiones de realidad virtual en Meta Quest 2, Meta Quest 3, Meta Quest 3S, Meta Quest Pro, PlayStation VR2 y Microsoft Windows están programadas para su lanzamiento el 13 de mayo de 2025. Una secuela, S: The Lost Chapters, está programada para su lanzamiento en 2026.

## Argumento
La vista es en primera persona, llevas una cámara y al momento de entrar en la casa de Kate, encontrarás una linterna, la cual será de gran utilidad ya que el juego tiene muchos escenarios oscuros, y puesto que también nos podemos defender de Proxy, apuntándole con la linterna. Durante la mayor parte del juego, se ven lugares abandonados (parque, minera, etc.) y la aparición de Slenderman puede variar según los niveles.

### Lugares
- Casa de Kate - Casa de la amiga de Lauren, ubicada en medio del bosque. El Prólogo del juego se desarrolla en torno a ella. Kate había puesto a la venta la casa debido a la muerte de su madre, además, debido a la ubicación como tal.
- Cabaña de los Matheson - Se encuentra cerca del Oakside Park. Solía ser el hogar de los Matheson hasta que fue incendiado (causado por razones desconocidas) provocando la muerte de Charles Matheson. Al entrar en ella, puedes encontrar a Charlie Matheson Jr. Si te acercas a él, desaparecerá.
- Oakside Park -  Aquí es donde se desarrolla el nivel "The Eight Pages".
- Kullman Mine - Antigua mina abandonada. Lugar en el que se desarrolla el nivel "Into the Abyss"
- Playa en lugar desconocido- Playa donde Charlie desaparece debido a Slender y donde se desarrolla el nivel "Memories"
- Edificio no identificado - Edificio en medio del bosque donde se encuentra la TV y las dos cintas de video, encontrado en el nivel "Flashback"
- Antigua granja de la familia Matheson - Granja donde se desarrolla el nivel "Homestead". Este lugar fue aterrorizado por Slender durante generaciones.
- Torre de radio - Meta del juego. Aquí finaliza todo y según Kate, es un lugar seguro ante Slender.
- Oakside Park (Genesis) - Mapa remasterizado del clásico "Slender : The Eight Pages" y posteriormente utilizado para el nivel "Genesis".

### Dificultades
- Fácil: Diseñada para principiantes, además de tener energía ilimitada en la Linterna (al igual que en Normal) el jugador tiene dos ventajas; puedes correr durante más tiempo y los enemigos son menos agresivos.
- Normal: Por defecto, para jugadores iniciados.
- Hardcore: Se desbloquea al finalizar el juego por primera vez. Las diferencias con las demás dificultades son; Enemigos aún más agresivos, La linterna posee energía limitada, y el jugador se puede agotar rápidamente.

## Trama

### Capítulo 1
"Prólogo"
El juego comienza con Lauren visitando la casa de su amiga Kate, que vive en el bosque de "Slenderman", ya que lleva mucho tiempo sin contactar con ella después de que ella desapareciera. Después de estacionar su coche frente a un árbol, ella baja de su coche debido a que un tronco de árbol obstruye el camino y anda por un largo rato hasta llegar a la casa de Kate. Cuando llega allí, se encuentra con la puerta abierta y dibujos, desconocidos para ella en ese momento, en la pared sobre Slenderman y el bosque. Kate no está en ninguna parte, y hay dibujos y murales haciendo alusión a Slenderman. Lauren se lleva la linterna para poder acceder a partes de la casa que se encuentran sin luz. Inspeccionando la casa encuentra la llave que abre la habitación de Kate, la cual estaba cerrada y abre la puerta, las paredes de la habitación está pintada con dibujos de Slenderman y llenas de notas sobre Slenderman, un grito interminable se escucha desde la puerta de atrás (se especula que el grito fue de Kate cuando fue capturada por Slenderman, esto también significa que el nivel Génesis ocurre al tiempo de la estancia de Lauren en la casa de Kate). Cuando va a ver, se encuentra con Slenderman en la puerta del garaje y decide proseguir con su investigación en busca de su amiga Kate.
En este nivel Slenderman puede aparecer solo una vez. En la actualización de Steam, puede aparecer hasta tres veces (las otras son en las montañas a lo lejos). Durante el recorrido del jugador en la actualización encontrará una cabaña quemada de la granja Matheson (si se entra ahí se encontrará a Charlie Matheson con forma de esqueleto, no será agresivo), luego el jugador encuentra una cabaña donde al momento de ingresar te toparás con el logotipo del juego.

### Capítulo 2
"The Eight Pages"
Al salir del de la casa, Lauren explora el Parque Oakside, recogiendo 8 páginas que son pistas sobre la desaparición de Kate. A medida que los recoge, Slender Man comienza a perseguirla de forma agresiva. Cuando ella recoge todas las 8 páginas se encuentra con Slender Man. Slender Man la agarra, pero ella se escapa y sale corriendo en el bosque en pánico lo más rápido que puede, pero misteriosamente se desmaya.
Aquí Slenderman aparece mucho más a menudo, ya que en este nivel hay que encontrar las ocho páginas (como en el Slender: The Eight Pages).

### Capítulo 3
"Into the Abyss"
Lauren se despierta en un campo cerca de la Instalación Minera Kullman. A medida que explora el valle cerrado, se da cuenta de que ella debe entrar en un túnel oscuro en una montaña que, como se alude en un artículo de periódico fue creado por Kullman Mining Co. tras la compra de los derechos mineros de los propietarios de Oakside Park. A medida que entra, Lauren ve una señal que indica que en caso de un corte de la energía, seis generadores deben ser activados con el fin de alimentar el ascensor de emergencia y escapar.
Aquí Slenderman no aparecerá mucho, aunque frecuenta luego del quinto o sexto generador encendido; porque en este nivel se encuentra el nuevo enemigo, que es Proxy.
Proxy luego de atacar huiría pero en realidad se va por una ruta diferente para atacar sorpresivamente al jugador.
También Slenderman puede aparecer en frente (generalmente en el puente del segundo piso o en pasillos cerrados) para dejar indefenso al jugador contra Proxy que viene por atrás, posiblemente se podría resistir lo suficiente con la función secundaria de la linterna para que Slenderman desapareciera, salvo que permanezca en su posición o pueda acercarse al jugador.
En el modo hardcore se necesita recoger latas de combustible para encender los generadores lo cual disminuye velocidad para encenderlos dándole ventaja a Proxy.
Para defenderse de Proxy tendrás que apuntarle con la linterna (con el segundo ajuste de la linterna) para cegarla y detenerla por poco tiempo, Proxy es Kate transformada por Slenderman.

### Capítulo 4
"Flashback"
Después de salir de la mina, Lauren explora la belleza del paisaje mientras que sigue recogiendo pruebas relacionadas con Kate. Mientras, se encuentra un pequeño edificio, en cuyo interior hay un televisor con un reproductor VCR el cual nos podrá reproducir dos casetes.

### Capítulo 5
"Memories"
La forma de entrar a este nivel es interactuando con un oso de peluche que se encuentra en el flashback, aquí somos Charlie Matheson JR., se ve cómo desapareció. En este nivel debemos recoger los juguetes que veamos y cuando lleguemos a un lugar sin salida Slender Man nos atrapará con sus tentáculos, se escucharán los gritos de Charlie y de sus padres preocupados por él, hasta que la visión del jugador sea tapada por los tentáculos de Slender Man.

### Capítulo 6
"Escape"
Después de elegir el casete con dibujos de Slender, aquí veremos que hay una chica dibujando, esa chica es Kate, debemos de cerrar 8 ventanas y/o puertas, Slender Man puede aparecer antes de que cierres todas las puertas o ventanas, y tendrás que correr a tu habitación, y si lo logras deberás también correr hacia allá, solo que el único cambio es que al parecer Slender no entró, luego al llegar al cuarto, la cámara se girará automáticamente y Slender Man aparecerá, y Kate correrá y saltará por la ventana y termina la grabación.
Una curiosidad de este nivel es que anteriormente era llamado "Flashback" y luego su título fue cambiado a "Escape".
Si sales de la casa no llegaras al muro de ladrillo porque Slender Man te atrapará fácilmente.

### Capítulo 7
"Homestead"
Un nivel adicional se introdujo en el juego en v1.6 
Para jugarlo se deberá recoger el primer casete en la mesa a la izquierda, al lado de él habrá un documento, al introducirlo en el reproductor empezará a reproducirse el vídeo, en este, somos CR, que está investigando el caso de la desaparición de Charlie en la granja Matheson, habrá que avanzar hasta una zona rural e ir a un sótano, aquí se debe recoger un contenedor de gas, pero hay que salir rápido porque Charlie con forma de esqueleto empezará a seguirte, al salir se debe volver a la granja, y activar un generador con el gas recogido, luego al salir, hay que tomar unas llaves puestas en una carreta, esas llaves son de una capilla cercana, al llegar ahí, la puerta se cerrará automáticamente y aparecerá Slender Man, habrá juguetes en el suelo, hay que recogerlos todos, luego de hacerlo, Charlie golpeará la puerta, hay que escapar de él, rodeándolo y saliendo por la puerta, si se logra salir Charlie quedará encerrado en la capilla, luego se sigue el camino y se llega a una casa, hay que subir por unas escaleras, luego bajar por una trampilla y Charlie romperá la puerta y hay que escapar de él, al salir de la casa hay que correr al auto, a medio camino CR tirará la cámara y se lo verá corriendo y a Charlie persiguiéndolo, la pantalla se funde en una distorsión y ahí termina la grabación.
Se pueden recoger las dos latas de combustible del sótano pero hay que salir rápido. El nivel es similar al nivel 3, Slender no hará muchas apariciones y será sustituido por un nuevo enemigo, Charlie Matheson Jr., curiosamente, es posible ver a Charlie corriendo en el campo mientras se camina hacia la capilla.

### Capítulo 8
"The Arrival"
Luego de reproducir los 2 casetes de la casa de Kullman. Lauren atravesará la montaña a través de una cueva donde se dará cuenta de que el bosque está en llamas, se debe de llegar a una torre de radio donde buscarás unas llaves, luego abres la puerta bloqueada, corre por los pasillos hasta el final. Habrá un cadáver carbonizado, el cual es CR, al lado hay una cámara, reproduce la grabación, después de que termine, Charlie Matheson JR. aparecerá abriendo la puerta y apagando el fuego, este te tomará, luego, Lauren se despierta en un sótano donde deberá de recoger dos notas, luego se escucha el llanto de Kate, seguimos el llanto y la encontramos a ella transformada donde te ataca, Lauren queda tirada en el suelo y Kate se la lleva. Cabe mencionar que en las otras versiones, cuando jugabas al final en Hardcore, había una escena final en la que caías de la torre, pero ese final fue eliminado. 

### Capítulo 9
"Génesis"
Este nivel es un remake del Slender original, mostrándolo como Génesis, donde todo comenzó. Este nivel ocurre después del nuevo nivel llamado "Escape", donde hay que recoger las ocho páginas. Después de encontrarlas todas, Slenderman te atrapará y saldrá una pantalla diciendo "I have plans for you, Kate", en español, "Tengo planes para ti, Kate" (una teoría de este capítulo es cuando Lauren está buscando a Kate en la casa en el primer capítulo y es cuando se escucha el grito de Kate en el interior del bosque cuando fue capturada por el Slenderman. De un modo mostrando que Kate busca las hojas mientras que Lauren trata de encontrarla en su casa).

## Personajes

### Lauren
Protagonista del juego y personaje que maneja el jugador. Ella va a visitar a su amiga Kate, ya que su madre ha muerto recientemente, y puso en venta la casa. Ella es testigo de la existencia de Slenderman. Al final, en el último capítulo, será atacada por Kate/Proxy y luego ésta la arrastrará, dándole por muerta.

### Kate
Amiga de Lauren, ella se convierte en el antagonista secundario del juego, ella fue la protagonista de Slender: The Eight Pages, su transformación en el antagonista secundario ocurre en el nivel 4 llamado "Flashback" y en el capítulo 9 "Génesis" después de recoger las 8 notas aparece un letrero que dice "I have plans for you, Kate" indicando cómo Slenderman la convirtió en el antagonista secundario, se dice que Slenderman la puso de su lado controlando su mente, se encuentra dentro de la Minería Kullman, antes de los hechos, Kate compartió sus visiones con su amigo apodado CR, esas visiones estaban relacionadas con Slenderman.

### Carl Ross (CR)
Amigo de Kate, con quien compartió sus visiones de Slenderman. Él y Kate iban a jugar en el bosque juntos como niños, pero cuando descubrió lo ocurrido con la madre de Kate, la ha dejado de visitar. Aconsejó a Kate de mantener la existencia de Slenderman en secreto, incluyendo a Lauren, Kate lo llamó cuando su madre murió. CR se encuentra en el final de la partida, su cadáver yace carbonizado junto a una cámara de vídeo, en la versión 1.6 se incluye un DLC en el cual nos metemos en la piel de CR para descubrir la desaparición de Charlie Matheson Jr.
Posteriormente del caso de Charlie, Carl Ross comenzó a perder la cabeza y a tener deseos suicidas (como se lee en varias notas del juego escritas por el) cuando le confeso a Kate sus sentimientos por ella, esta dejó de responder sus mensajes aunque el le seguía escribiendo cartas. En algún momento, CR fue a la casa de Kate y la convenció de ir a la torre de radio, un lugar aparentemente seguro de Slender, cuando Lauren llega a dicha zona se encuentra con los restos de Carl y una grabación que muestra sus últimos momentos de vida.
"V-Vamos"- Kate
"Kate, porfavor"-CR
"¡No puedo!"-Kate
"No tengo otro deseo"-CR
¡NO PUEDO!, no puedo..."-Kate
*Kate se va y se oye que algo se quema*
"¿Kate? , no,no lo sabia,lo siento,perdóname, ¡Lo siento tanto"!-CR.
*CR grita, se oye una risa y termina la grabación*.
Se sabe que se quemó vivo, pero no queda en claro si fue asesinado, él mismo se suicidó o se sacrificó para acabar con Slender con fuego matándose a él mismo en el proceso.

### Slender Man
The Slender Man (en español El Hombre Delgado, también conocido como Slender Man o Slenderman) es un personaje ficticio que se originó en el año 2009 en un foro de internet convertido ahora en una leyenda urbana. Es representado como lo que parece ser un demonio con la apariencia de un hombre delgado, extremadamente alto como un árbol, con brazos y piernas muy extendidos y quien a veces suele tener 6 tentáculos negros y una sustancia violeta en la espalda, con unas manos blancas que son más grandes que las de un humano y con un rostro blanco cubierto por carne sin rasgos faciales. Usualmente viste con un traje formal de color negro con una corbata oscura. Las distintas leyendas formadas alrededor del personaje dicen que Slender Man acecha, secuestra, o traumatiza personas, particularmente bebes y niños.

### The Chaser
Esta es la criatura encapuchada que conmocionó a muchos jugadores. Un segundo enemigo antagonista del juego. Un personaje que se puede encontrar en la minería Kullman. Es Kate, quien después de ser atacada por Slenderman se convierte en un proxy (persona que hace el trabajo físico por Slenderman) e intenta detener y matar a Lauren. Una vez que el jugador inicia la activación de los generadores, empieza a correr hacia el jugador tratando de estrangularlo. El jugador puede presentir que Proxy se acerca cuando los efectos de sonido empiezan a volverse envolventes (pasos y murmullos). Se puede cegar a Proxy con la función secundaria de la linterna. Tiene una máscara de bordes negros, posiblemente para ocultar su identidad.

### Charlie Matheson Jr.
El niño perdido. Su cartel de perdido se puede encontrar cerca de los árboles al frente de la casa de Kate, en la versión de Steam, se lo puede encontrar en el bosque detrás de la casa de Kate, su aspecto ya no es el del cartel, sino que es la de una figura esquelética, se puede ver en Slender the Arrival (versión de Steam) en los capítulos ''Prologue'', "Homestead" y ''The Arrival''.

## Requisitos para PC

### Requisitos Mínimos
| Sistema operativo | Windows XP, Vista, 7 o 8; OS X.                                                                                      |
| CPU               | CPU de doble núcleo a 2 GHz o superior.                                                                              |
| Memoria RAM       | 1 GB de RAM o superior.                                                                                              |
| Tarjeta gráfica   | Tarjeta gráfica compatible con DirectX 9.0c: Nvidia GeForce 6800, 7600, 7800, 8xxx o superior; ATI 1950 o superior.s |

## Desarrollo y lanzamiento
Slender: The Arrival fue conjuntamente desarrollado por Mark J. Hadley (Parsec Productions) y Blue Isle Studios para Microsoft Windows. También está confirmado un lanzamiento para las computadoras de Apple Mac.
El juego fue previsto para el 26 de marzo, pero hubo un retraso en el lanzamiento y se lanzó el 27 de marzo de 2013. Nueve capturas de pantalla fueron reveladas en la página oficial del juego, seguidas de otras cuatro en el sitio web de Blue Isle Studios. El tráiler del juego fue revelado el 23 de diciembre de 2012.
El precio de este juego, a diferencia de Slender: The Eight Pages (gratuito), es entre US$10.00 hasta los US$20.00 según la página oficial. El sitio web oficial de Slender: The Arrival cita: "Nuestra meta es poner el juego en manos de la mayor cantidad de jugadores posible. Estamos considerando muy seriamente desarrollar versiones del juego para Xbox 360, PlayStation 3, Wii U y dispositivos móviles". Esto es un indicio de que el juego puede llegar a consolas caseras.
En diciembre, Blue Isle Studios anunció que está colaborando con el equipo de Marble Hornets, un canal de YouTube conocido por sus videos de horror que frecuentan a Slenderman, y el cual ayudó fuertemente a moldear la versión moderna de esta criatura. Ellos escribieron el guion para la versión final del juego.
En octubre, los desarrolladores del juego anunciaron la fecha de lanzamiento para el día 13 de octubre para los dispositivos móviles iOS y Android el juego se podrá descargar en las respectivas tiendas de los mismos.

## Recepción
Slender: The Arrival recibió críticas generalmente positivas, con los críticos que elogian sus sustos espantosos, la música y la atmósfera tensa, pero critican que la campaña es más corta que la longitud esperada y que carece de la rejugabilidad del primer juego. Recibió una puntuación de 69,50% en GameRankings y 68/100 en Metacritic.
En una revisión positiva, The Escapist dijo que "es posible que tenga sentimientos encontrados acerca de su brevedad y la mecánica repetitiva, pero es sin duda un juego bien hecho que, por encima de todo, da miedo jugar" y le dio al juego una puntuación de 4,5 estrellas de 5. VVGtv dio al juego una puntuación de 8.8/10, elogiando los gráficos del juego, sonido, jugabilidad (con la excepción de unos pocos elementos) y el elemento de misterio, al tiempo que criticaba el cuento, y agregó que "si jugaste Slender: The Eight Pages y estás buscando el próximo susto para conseguir realmente la adrenalina y para conseguir gritar como lo hiciste la primera vez que viste a Slenderman justo detrás de ti, este juego no te va a defraudar ". GameSpot le dio al juego una puntuación de 8.5/10, que calificó de "Uno de los juegos más aterradores de la historia reciente".
En una crítica negativa, VideoGamer dijo que “The Arrival es un juego frustrante, no sólo porque puede ser en ocasiones injusto, pero sabemos que estos chicos tienen una clara idea de cómo promover el miedo”, le dieron una puntuación de 4/10.

## Controversias sobre el juego
Dos niñas de 12 años querían inmortalizar a Slender Man creyéndolo real, por lo que engañaron a una tercera chica, quien era su amiga, para llevarla a una zona de bosques en Waukesha, Wisconsin, y la acuchillaron 19 veces. Más tarde el sitio web oficial del juego "Slender: The Arrival" no estuvo disponible temporalmente en la Web.